# Victoria (entreprise)
Pour les articles homonymes, voir Victoria.
Victoria était une entreprise de biscuiterie-chocolaterie implantée en Belgique, aux Pays-Bas et en France. Créée à Koekelberg (Bruxelles) en 1896, la maison mère était connue principalement par sa production chocolatière, la classant parmi les grands de l’industrie belge du chocolat.

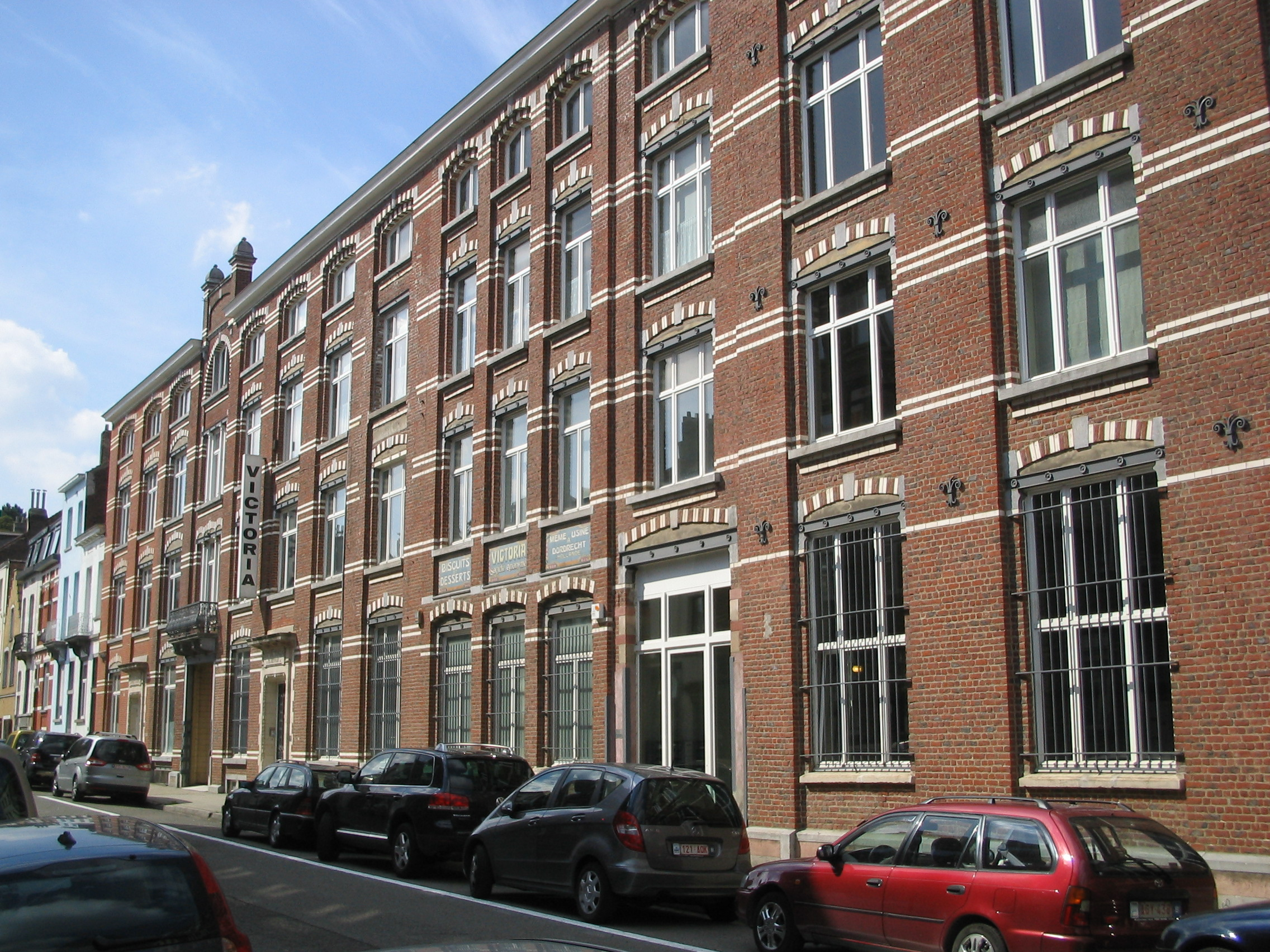
Les bâtiments Victoria rue De Neck à Koekelberg.

Son produit phare, le Big Nuts, était connu d’un large public. La marque Victoria sera abandonnée au cours des années 1980, au profit de marques réputées plus fortes comme LU pour les biscuits et Côte d’Or pour le chocolat, toutes deux propriété du groupe Kraft Foods. Victoria employa au total jusqu’à 4 000 personnes.

## Les débuts de la biscuiterie
Réagissant à la notoriété acquise par les grands biscuitiers britanniques qui exportent avec succès sur le continent, trois maîtres pâtissiers bruxellois vont s’unir pour créer à Koekelberg, aux portes de Bruxelles-Centre, leur biscuiterie industrielle.
Le 13 mars 1896, Charles Jeghers, Émile Bossaert et Joseph Carlier se constituent en société anonyme dont l’appellation Manufacture des biscuits et desserts Victoria, empruntée à celle qui règne alors sur l’Empire britannique, traduit publiquement leur intention de rivaliser en qualité avec les meilleurs produits d’outre-Manche.
La biscuiterie Victoria s’installe rue De Neck, sur le Plateau de Koekelberg. Émile Bossaert, plus expérimenté, est nommé administrateur délégué de la jeune société. Dès le 21 mars 1896, il va déposer les demandes de permis de construire et les premiers biscuits sortiront des fours rapidement. Lors de la clôture du premier exercice au 30 juin 1897, le bilan affichera un chiffre d’affaires de 84 831 francs belges, chiffre d’affaires qui montera à 146 399 FB en juin 1898 et à 197 227 FB l’année suivante. Le 30 octobre 1899, le capital de la société est porté de 105 000 à 500 000 FB.

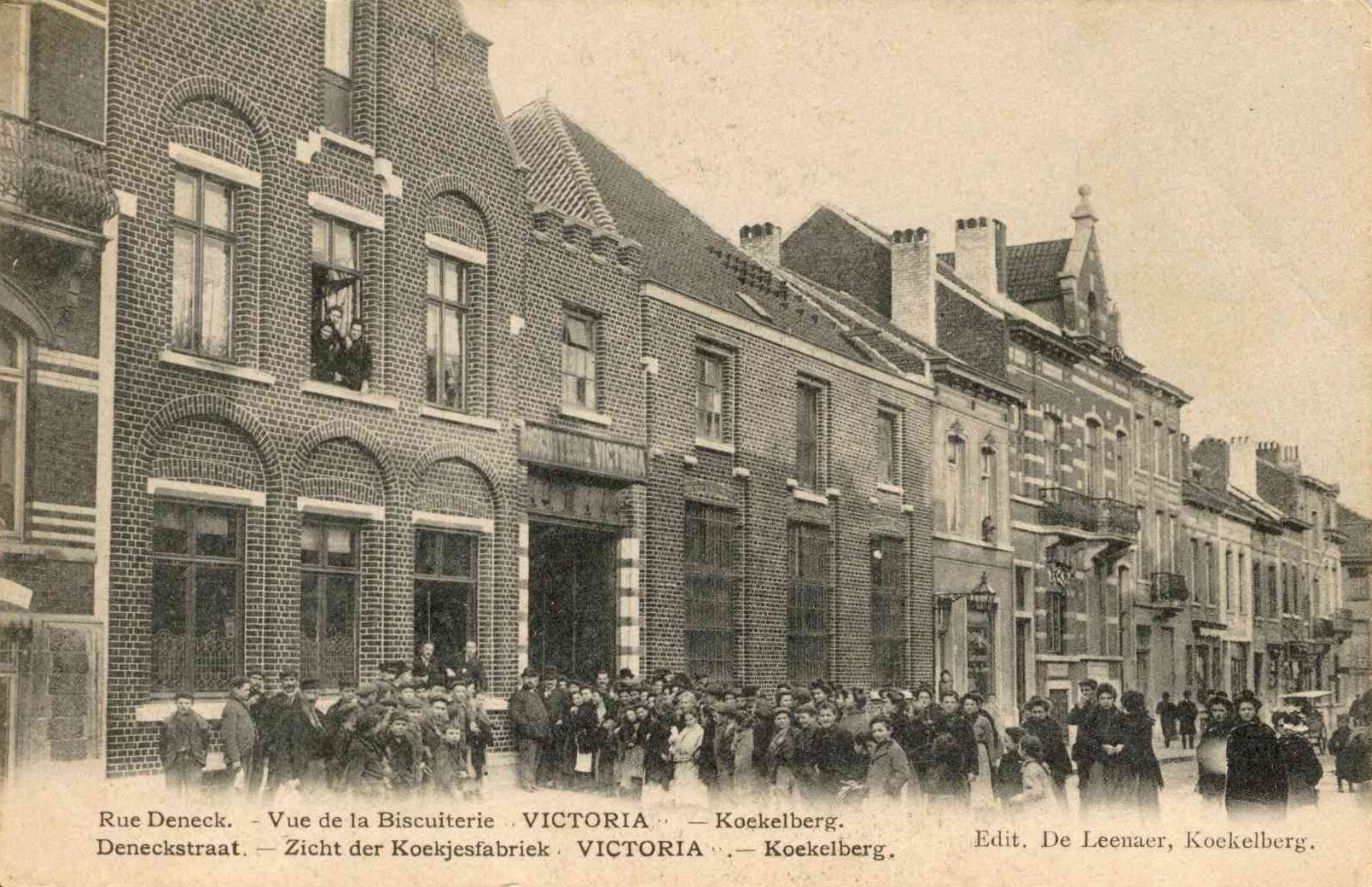
La Manufacture des biscuits et desserts Victoria vers 1899. Rue De Neck. Koekelberg.

La gamme des produits proposés grandit de mois en mois et les ventes progressent rapidement, y compris à l’exportation vers les Pays-Bas. En avril 1899, le catalogue comporte 131 références et couvre un large éventail de biscuits et gaufrettes : petits-beurre, boudoirs, macarons, spéculoos, croquignoles, cakes aux fruits. Des biscuits décorés, dont les motifs sont exécutés manuellement au chinois et des boîtes d’assortiment sortent des ateliers.
Les conditionnements s’effectuent avant tout  en tines et demi-tines qui, revêtues d’un couvercle vitré, permettent la vente au poids chez les détaillants. Des boîtes lithographiées aux décors raffinés, permettent par ailleurs de satisfaire une clientèle plus exigeante.
Victoria va multiplier les opérations publicitaires. À l’instar de Lefèvre-Utile en France et de la biscuiterie De Beukelaer à Anvers, des affichistes de renom comme Antoine Privat-Livemont ou Nathaniel Sichel vont dessiner pour la firme. Des calendriers muraux, des cartes postales, des horloges publicitaires vont faire connaître la marque. Avec, bien entendu, une gamme imposante de chromos, ces images destinées à séduire avant tout la clientèle enfantine.

## Une deuxième usine aux Pays-Bas
Les ventes aux Pays-Bas progressent rapidement, au point que l’usine de Koekelberg peine à fournir. Et, surtout, après la défaite électorale des libéraux en 1901 et l’arrivée au pouvoir d’Abraham Kuyper, les Pays-Bas envisagent un rehaussement sensible des taxes frappant l’importation des produits sucrés. Pour contourner la menace, on décide d’y implanter une deuxième biscuiterie. Un terrain est acquis à Dordrecht le 1er février 1904.

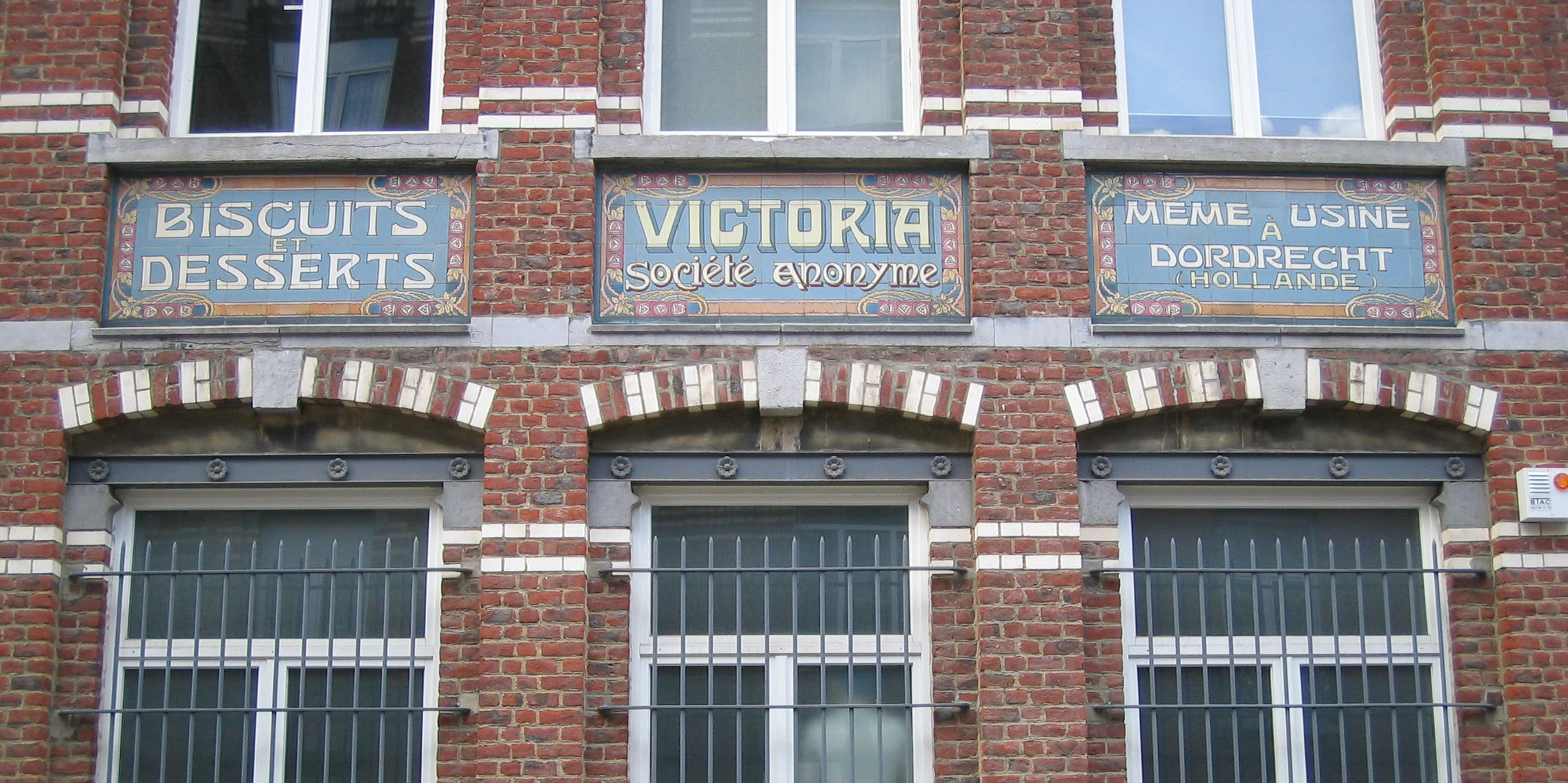
Biscuiterie Victoria. Rue De Neck. Koekelberg. Céramiques sur rue (vers 1904).

Julien Charles Redelé assure la direction de la nouvelle usine. Ses attaches avec le parti socialiste néerlandais-SDAP et les initiatives qu’il prend d’emblée confèrent rapidement une image à forte connotation sociale à la nouvelle biscuiterie Victoria de Dordrecht.
Dès juin 1906, la production de l’usine néerlandaise égale la moitié de celle de Koekelberg. Les dirigeants de Bruxelles ne cachent pas leur satisfaction. Une céramique viendra rappeler, rue Deneck, que la firme possède désormais une “même usine à Dordrecht”.

## La création de la chocolaterie
L’enrobage de certains biscuits avec du chocolat confère une compétence qui donnera l’idée de se lancer dans une véritable production chocolatière. En 1908, le biscuitier Victoria devient aussi chocolatier. Les premiers paquets et tablettes sortent des ateliers en juin 1909.
Victoria produit des blocs, des paquets et des boîtes composées de plaques superposées dont les barres sont vendues à l’unité par les détaillants. Des petites tablettes comme celles des Princes, à l’effigie des trois enfants du roi Albert Ier, sont emballées et préfigurent l’arrivée quelques années plus tard des bâtons fourrés individuels.
Le chocolat “de ménage” ou “à croquer” est garanti pur cacao et sucre, parfumé à la vanille. Il sera bientôt complété par du chocolat au lait, aux amandes ou aux noisettes, vendu également aux Pays-Bas.

## Victoria pendant la Première Guerre mondiale
Tout au long des hostilités, les usines Victoria de Koekelberg et Dordrecht vont produire pour le Comité national de secours et d’alimentation créé à Bruxelles en août 1914 sous le patronage d’Ernest Solvay et d’Émile Francqui pour assurer le ravitaillement des populations civiles. On fabriquera aussi, à partir de juillet 1916, pour le Comité d’alimentation du Nord de la France. Farines et sucre proviennent des États-Unis et transitent par le port de Rotterdam.
La production uniforme et régulière permet de maintenir le chiffre d’affaires et les emplois à l’usine. Elle permet aussi de préparer activement le retour à la paix en confiant à l’architecte koekelbergeois Arthur Pladet le soin d’élaborer les plans d’une grande chocolaterie qui, ouvrant rue de l'Armistice, doublera la surface des installations.
La perspective des investissements à consentir, ainsi que la situation de guerre et d’occupation du pays vont amener les dirigeants de Victoria à suggérer à Julien Charles Redelé de trouver lui-même, sur place, les capitaux dont l’usine de Dordrecht a également  besoin pour améliorer ses équipements. L’usine de Dordrecht se constituera en société anonyme le 17 janvier 1916 sous l’intitulé Biscuitfabriek Victoria NV. La maison mère bruxelloise restera associée à hauteur de 35 % du capital.

## Victoria, l’un des trois grands du chocolat belge
Émile Bossaert décède prématurément le 30 juillet 1920 dans l’exercice de ses fonctions de bourgmestre de la commune de Koekelberg. La fête du vingt-cinquième anniversaire de la firme sera néanmoins organisée qui regroupera durant deux journées, les 26 et 27 juin 1921, le personnel des usines de Koekelberg et Dordrecht qui se sont cotisés pour ériger un monument à la mémoire du fondateur. Les deux journées revêtiront un lustre exceptionnel : repas de mille couverts, concert public, traversée de Bruxelles en calèches, pique-nique dans les jardins de Tervuren, feu d'artifice.
Si on a produit quelque temps des pâtes alimentaires Victoria, le démarrage de la nouvelle chocolaterie verra Victoria devenir, durant l’entre-deux-guerres, l’un des trois grands chocolatiers de Belgique, en concurrence directe avec Côte d’Or à Bruxelles et Jacques à Eupen. Avec Oscar Bossaert comme administrateur délégué. Lequel deviendra, comme son père, bourgmestre de la commune de Koekelberg le 15 janvier 1927, fonction qu’il occupera jusqu’à son décès en 1956.
Victoria emploiera plus de 1 500 personnes et produira annuellement jusqu’à 6 000 tonnes de chocolat et 4 000 tonnes de biscuits. Les premiers bâtons de chocolat Victoria sont commercialisés en 1921. La production de confiseries se développe également : pralines, dragées, toffées, drops et  articles pour Pâques, la Saint-Nicolas et les fêtes de fin d’année.

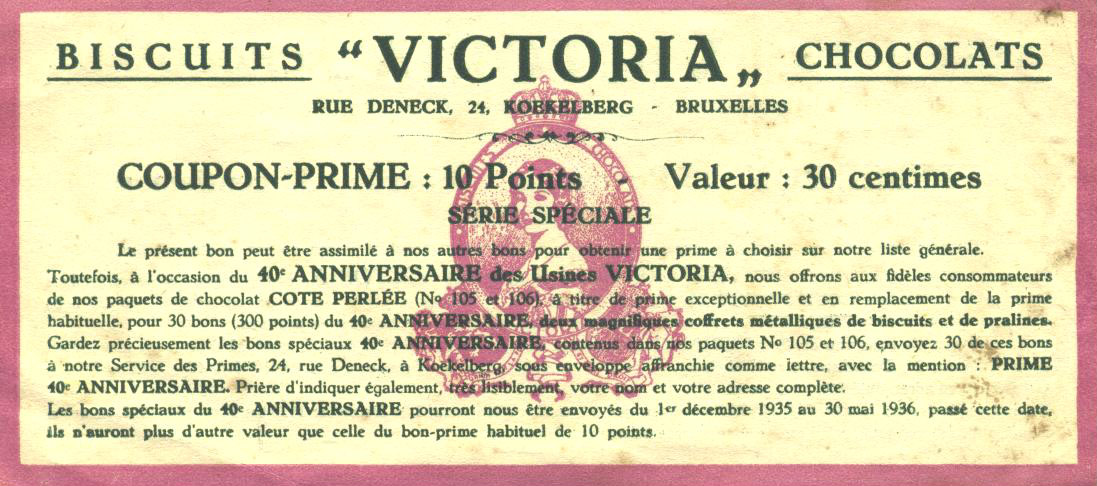
Coupon-prime Victoria. 1936.

De son côté, Victoria-Dordrecht s’équipe à son tour comme chocolatier. Les ateliers sortent de terre en 1926 et les premiers articles de chocolat sont produits durant l’automne 1927. À partir de 1938, la chocolaterie produira aussi, sous licence, pour le chocolatier suisse Lindt.

## Victoria s'implante en France
Le marché français est encore peu prospecté par les chocolatiers belges. Victoria décide de s’y implanter. Pour ce faire, on va racheter la chocolaterie-confiturerie de L’Alimentation Française installée à Palaiseau en septembre 1919 par René Delhaize qui tente alors de fédérer plusieurs sociétés succursalistes françaises autour de la centrale d’achat Loceda qu’il a lui-même créée en 1917. Mais la chocolaterie de Palaiseau marque le pas et le 3 juillet 1925, Victoria s’en porte acquéreur au prix de 1 250 000 francs français.
L'Alimentation Française change de nom le 23 octobre 1928 pour s’intituler Victoria SA. Du chocolat courant continue d’y être produit sous l’ancienne marque Roland tandis que le chocolat de “qualité belge” est produit sous marque Victoria. En 1930, un bureau de vente est installé à Paris. Mais, faute de publicité, la commercialisation en dehors du réseau des succursalistes peine à décoller. Le bureau parisien est fermé en 1936.
Située au cœur du nœud ferroviaire de Massy-Palaiseau, la chocolaterie Victoria  sera détruite lors des bombardements alliés des 2 et 4 juin 1944 qui annoncent le débarquement en Normandie. Après avoir sous-traité la fabrication des produits Victoria à l’usine Corné-Côte de France de Vitry-sur-Seine de 1945 à 1948, Victoria va réimplanter sa chocolaterie à Boulogne-Billancourt. Qui produira jusqu’en mars 1959, cédant la place alors à un bureau de vente, la SARL Sipa-Victoria, installée à Puteaux, chargée de diffuser sur le marché français la production des usines de Koekelberg et de Dordrecht.

## L'après-guerre et l'Exposition de 1958
L’euphorie de l’après-guerre va permettre de retrouver rapidement un niveau de production équivalent à celui de l’entre-deux-guerres. Le grenadier Victoria, créé en 1938 pour remplacer l’effigie de la reine Victoria et faire pendant à l’éléphant de Côte d’Or et au chevalier de la Chocolaterie Jacques, symbolise désormais aux yeux du public belge le chocolat Victoria. En 1953, le bâton Big Nuts est lancé avec succès. Détrônant le Côte Perlée, il deviendra vite le nouveau produit phare de la société.

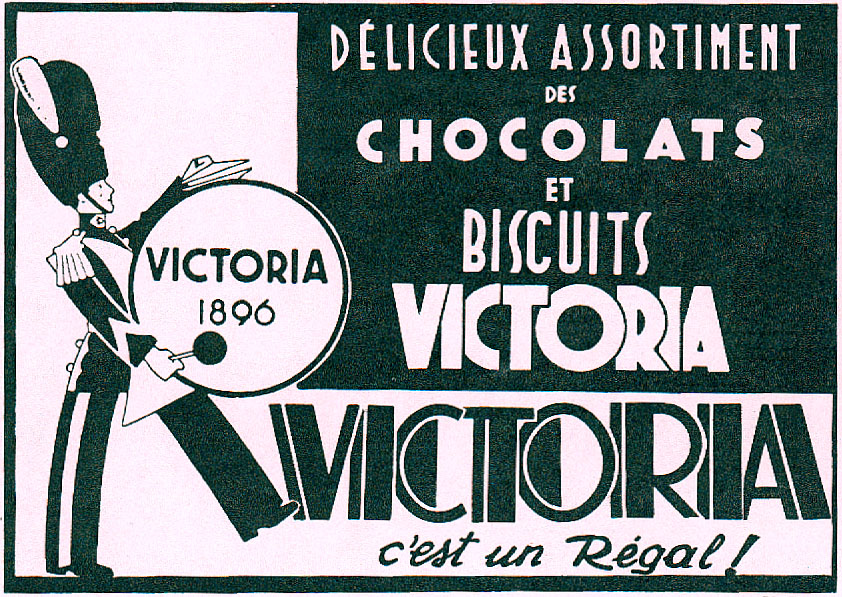
L'une des premières publicité avec le grenadier Victoria. 1939.

En 1955, Robert Grivegnée qui pressent que sa chocolaterie Aiglon, à Verviers, risque de disparaître à l’instar de beaucoup d’entreprises familiales, va choisir de s’implanter au Congo belge. Le 18 novembre 1955 est créée à Élisabethville la SCARL Victoria Aiglon Parein-VAP par apport d’un tiers du capital par chacune des trois sociétés fondatrices. Le siège social est fixé à Élisabethville. L’usine commercialisera sous la marque Trio. Elle cesse de produire du chocolat en 1968, en même temps que VAP devient Victoria Assorted Products et se redéploie dans la production biscuitière tout d’abord, dans la production d’aliments protéiniques ensuite, avec deux sites : Lubumbashi, ex-Élisabethville et Kinshasa, ex-Léopoldville. VAP est, en 2008, une société du groupe Unibra.
En 1955 également, pour faire face à la pénurie de main-d’œuvre qui frappe Dordrecht et sa région, un atelier Victoria est créé à Dirksland, dans l’île de Goeree-Overflakkee, au sud-ouest de Rotterdam. Les effectifs de la société néerlandaise, comme ceux de l’usine sœur de Koekelberg, tournent autour de 1 500 personnes et ne décroîtront qu’avec l’amélioration de la productivité des années 1960. Charles Redelé et son frère Julien Marie ont remplacé leur père, décédé en 1941, à la tête de l’usine de Dordrecht.
À Bruxelles, Oscar Bossaert cumule ses fonctions de bourgmestre et de sénateur avec nombre de responsabilités au sein des organisations professionnelles : président de la Confédération de l’alimentation belge, président de la Chambre syndicale des fabricants de biscuits, président de la Fédération nationale des fabricants de chocolat, vice-président de l’Office international du cacao et du chocolat. Le 22 avril 1954, il devient ministre des classes moyennes du gouvernement de coalition - socialistes et libéraux - formé par Achille Van Acker. Durant la “guerre scolaire” qui secouera le pays en 1955, Victoria sera victime d’un boycottage de ses produits par les milieux catholiques. Oscar Bossaert décède le 1er février 1956. Son fils aîné Maurice étant disparu en 1945, c’est son fils Paul qui lui succède à la tête de la maison Victoria.
En novembre 1950, après avoir collaboré avec Bimbo qui disparaît en 1949, se noue un partenariat original avec le Journal de Tintin lancé quatre années plus tôt. Victoria diffuse le timbre Tintin et les séries d’albums, sur la Géographie notamment. Avec la régie Publiart, des bandes dessinées publicitaires Victoria, sous forme de strips, paraîtront de 1951 à 1961. Des publicités Victoria, notamment pour l’annonce des jeux et concours de plage organisés par Victoria en juillet et août sur la Côte, seront régulièrement insérées.
L’Exposition universelle de 1958 qui se tient à Bruxelles sera un moment fort dans l’histoire de Victoria. Victoria a obtenu les droits exclusifs pour commercialiser la marque Expo pour son chocolat. Les usines françaises et néerlandaises sont présentes dans le pavillon à l’architecture originale dont s’est dotée la firme. Des “fusées interplanétaires” suspendues à un convoyeur à chaînes accueillent huit enfants et parcourent le haut et l’extérieur du pavillon. Chaque jour, un enfant tiré au sort est pesé en public et repart avec son poids en biscuits et chocolat.

## La création de Victoria-Export SA
La signature du traité de Rome en 1957 et la perspective d’ouverture des frontières qu’il annonce va décider les dirigeants des deux sociétés sœurs, celle de Koekelberg et celle de Dordrecht, à opérer un rapprochement. Après des années de tractation, un accord intervient, fin 1962, pour créer la société anonyme Victoria-Export à parité d’apport. Le siège de la société est basé à Dordrecht.
Son champ d’action, bien que couvrant plusieurs dizaines de pays, restera néanmoins limité. Faute de pouvoir proposer un renouvellement suffisant de la gamme des produits, faute de parvenir à se limiter aux créneaux commercialement rentables, Victoria-Export disparaîtra lors du passage de l’usine de Dordrecht sous contrôle de General Biscuits Company-GBCo – souvent écrit Gebeco – en 1966.

## La reprise par Unibra
Le 13 janvier 1960, au Congo belge, est constituée la SCARL Unibra par regroupement de quatre brasseries dont Michel Relecom vient de prendre la présidence. À la suite de l’indépendance du Congo intervenue le 30 juin de la même année, Unibra devient, le 29 décembre, une société anonyme de droit belge et installe son siège social à Bruxelles tandis qu’est constituée sur place Unibra-Congo.
Des liens d’amitié unissent Michel Relecom et Paul Bossaert. Le 1er janvier 1964, aux prises avec des difficultés croissantes, ce dernier va céder Victoria à Unibra. Prudents, les nouveaux administrateurs éviteront de s’engager plus avant et s’abstiendront de devenir majoritaires dans le capital de Victoria-Dordrecht.
En août 1966, Unibra cède à trois cents pour cent de leur valeur les actions détenues depuis le 1er janvier 1964 dans le capital de Victoria-Dordrecht à Gebeco, le groupe biscuitier belge créé l’année précédente par fusion des sociétés Parein et De Beukelaer. En 1968, une tentative de fusion entre les cinq principaux chocolatiers belges (Côte d’Or, Jacques, Callebaut, Victoria et Meurisse), engagée sous les auspices de la Compagnie Lambert, avorte. La même année, le lancement de la gamme de bâtons de chocolat Metro se solde par un échec. Et le 24 septembre 1969, la société Victoria de Koekelberg est cédée à son tour par Unibra à Gebeco qui acquiert en même temps la chocolaterie Meurisse, à Anvers, et la biscuiterie L’Alsacienne apportée par le biscottier français Céraliment.

## De Gebeco à Générale Biscuit, BSN-Danone et Kraft Foods
L’usine Victoria de Koekelberg ferme ses portes en 1970. Celle de Dordrecht poursuit sa production, sous la direction du groupe belge Gebeco. En 1974, celui-ci absorbera encore la biscotterie Paquot puis le groupe néerlandais Liga avant de passer, en mars 1977, sous le contrôle du groupe français Céraliment-LU Brun, issu de la fusion de Céraliment et LU-Brun et Associés. Le 22 août 1978, le nouveau groupe français ainsi constitué prend la dénomination de Générale Biscuit. Le directoire est présidé par Claude-Noël Martin. Le groupe fera la promotion de la marque LU et s’implantera au-delà des frontières européennes, aux États-Unis notamment.
En 1984, le groupe Général Biscuit réalise un chiffre d’affaires de 6,6 milliards de FF et fabrique 370 000 tonnes par an de produits biscuitiers. Il emploie près de 12 000 salariés dans ses trente-six usines de production.
Mais les concentrations se poursuivent. Le 22 mai 1986, le verrier BSN (Boussois-Souchon-Neuvesel), qui sous l’impulsion de son président Antoine Riboud s’est redéployé vers l’alimentaire en rachetant Gervais Danone, Évian et quelques autres, prend le contrôle de Générale Biscuit. En 1994, BSN choisit de s’intituler Groupe Danone. En 1996, celui-ci emploie 74 000 personnes. Il est le septième groupe alimentaire mondial.
L’usine de Dordrecht, reconstruite en 1980 au sud de la ville et que tous désignent toujours comme “Victoria” produira sous marque Victoria jusqu’en 1992.  Elle est cédée en 2002 au groupe Continental Bakeries-Haust, dans le cadre de la restructuration du pôle Biscuits du Groupe Danone qui concentre alors sa production sur l’usine d’Herentals, en Belgique.
Poursuivant son redéploiement, le Groupe Danone cède le 30 novembre 2007 sa branche Biscuits à Kraft Foods, le groupe agroalimentaire américain décliné du cigarettier Philip Morris et coiffé par Altria Group.

## De General Chocolate à Monheim, Suchard et Kraft Foods
Le 31 décembre 1969, les chocolateries Victoria et Meurisse, auxquelles on joindra le département chocolat de l’ex-société De Beukelaer, sont regroupées au sein d’une nouvelle société du groupe biscuitier Gebeco : General Chocolate.
Plusieurs autres chocolateries seront incorporées au groupe : Renaux  et Neuhaus en 1973, Ackermans en 1974, suivi, la même année du groupe allemand Novesia. Le 25 janvier 1978, General Chocolate est reprise par le groupe allemand Leonard Monheim. Cette reprise coïncidera avec l’abandon de la marque Victoria sur le marché belge.
En 1986, Leonard Monheim est en difficulté. Il se laisse reprendre par le groupe suisse Jacobs-Suchard qui occupe dès lors la troisième place mondiale. L’appellation General Chocolate disparaît le 1er janvier 1987, quelques jours avant le rachat de Côte d’Or par Jacobs-Suchard.
En 1990, Klaus Jacobs décide de s’investir dans la production de chocolat industriel dit de couverture avec les marques Callebaut et Van Houten notamment dont il est devenu propriétaire, opération qui l’amènera à être à la tête du puissant groupe Barry-Callebaut. Il cède cette année-là Jacobs-Suchard - pour ses produits finis - au cigarettier américain Philip Morris, qui incorpore son acquisition dans Kraft General Foods qu’il a constituée l’année précédente par ses rachats de Kraft et de General Foods Corporation. Kraft Foods étendra ses activités au secteur de la biscuiterie en rachetant, en 2000, Nabisco et, en 2007, la branche Biscuits du Groupe Danone.
L’ultime trace de la maison Victoria est la commercialisation, en Belgique, du bâton de chocolat Big Nuts, lequel aura été proposé successivement au fil des années sous les marques Novesia-De Beukelaer, Meurisse puis, en 2008, Côte d’Or.

## Les bâtiments Victoria
À Dordrecht, les bâtiments Victoria seront démolis en 1982. Ils laisseront place, en 1985, à un ensemble immobilier accueillant des bureaux et un centre commercial.
En France, à Boulogne-Billancourt, l'usine Victoria fermera ses portes en 1959. Les bâtiments seront repris successivement par IBM puis par British American Tobacco.
Les bâtiments Victoria de Koekelberg, restés propriété de la SA Unibra après la cession de Victoria en 1969, seront répartis en deux lots :
- l'ancienne chocolaterie ouvrant rue de l'Armistice sera cédée en 1971 au chocolatier Godiva dont les bâtiments de la rue Antoine Court sont devenus insuffisants,
- l'ancienne biscuiterie – rue De Neck – sera dans un premier temps mise en location "à la découpe" et utilisée par différentes entreprises, puis, en 2002, sera transformée en habitations, chacun des acquéreurs pouvant s'y aménager un loft. La commune de Koekelberg acquerra une partie des locaux sur rue, dont les anciens bureaux de la direction. Ceux-ci permettront l'implantation du Belgian Chocolate Village, un espace consacré au chocolat largement ouvert au public.